# Emprisonnement civil
L'emprisonnement civil (appelé dans certains pays contrainte par corps) est le fait d'incarcérer une personne pour des motifs ayant lien avec le droit privé, plutôt qu'avec le droit pénal. L'emprisonnement civil peut ainsi porter sur le non-paiement d'une dette.

L'emprisonnement civil a été aboli dans plusieurs pays. À titre d'exemple, l'article 11 du Pacte international relatif aux droits civils et politiques prévoit que : 

« Nul ne peut être emprisonné pour la seule raison qu'il n'est pas en mesure d'exécuter une obligation contractuelle. »

 L'article 1 du protocole no 4 de la Convention européenne des droits de l'homme est au même effet.

## Histoire
L'emprisonnement civil est présent en droit romain. Un créancier pouvait contraindre une personne chez lui, lorsqu'il ne s'était pas acquitté d'une dette. L'emprisonnement civil est aussi fréquent au Moyen Âge.

## Par pays

### Canada

#### Québec
L'emprisonnement civil (parfois appelé emprisonnement pour dettes) est aboli au Québec en 1965 lors de l'adoption du Code de procédure civile.
Il existait au XIXe siècle des prison pour dettes pour les débiteurs incapables de payers leurs créanciers. L'abolition des prisons pour dettes fut d'ailleurs l'une des revendications des patriotes de 1837-1838.
Il subsiste néanmoins en matière d'outrage au tribunal. Ainsi, une personne peut être emprisonnée si elle refuse d'obéir à un ordre de la cour (venir témoigner, dire la vérité, obéïr à une injonction, etc.). L'outrage au tribunal a la particularité d'être une infraction pénale réglementaire prévue dans un Code de procédure civile, donc cette institution subsiste comme motif d'emprisonnement à titre de disposition pénale réglementaire plutôt qu'à titre de règle de droit civil.
En outre, il arrive encore de nos jours que des personnes très pauvres soient emprisonnées au motif qu'elles sont incapables de payer des amendes municipales. Lorsque le législateur québécois abolit l'emprisonnement pour dettes en 1965, il abolit seulement l'emprisonnement pour des dettes privées impayées et non pas l'emprisonnement pour des dettes relatives à des amendes impayées résultant de contraventions municipales. Les amendes municipales font partie du droit pénal réglementaire des provinces plutôt que du droit civil , donc l'emprisonnement pour des dettes liées aux infractions municipales est en réalité un emprisonnement pénal réglementaire plutôt qu'un emprisonnement civil.

### France
Dans l'Ancien droit, l'emprisonnement civil était fréquent. Il a été aboli en grande partie en 1867. Il subsiste sous la forme de la contrainte judiciaire qui ne permet l'emprisonnement que pour des dettes dû à l'État, et non, pour les dettes entre particuliers.

## Référence
1. ↑  Déclaration d’indépendance de 1838. En ligne. Page consultée le 2023-05-22
2. ↑  Ferland, Denis. Benoît Emery, Précis de procédure civile du Québec, 5e édition - Volumes 1 et 2, Éditions Yvon Blais, 2015.
3. ↑  Yves Boisvert. La Presse. « Emprisonnés pour cause de pauvreté ». 14 janvier 2018. En ligne. Page consultée le 2023-05-22
4. ↑  R. c. Sault Ste-Marie, [1978] 2 R.C.S. 1299
5. ↑  Hautcœur 2008, paragr. 1.